# البكاي بن مبارك الهبيل
البكاي بن مبارك بن المصطفى لهبيل (18 أبريل 1907 – 12 أبريل 1961) سياسي مغربي، شغل منصب أول رئيس حكومة في المغرب بعد الاستقلال حيث عين من طرف العاهل آنذاك محمد الخامس سنة 1955 في هذا المنصب حتى 15 أبريل 1958.

## مسيرته
ولد البكاي بن مبارك الهبيل في 18 أبريل 1907 في المجال الجغرافي الذي تسيطر عليه اتحادية قبائل بني يزناسن بالجهة الشرقية بالمغرب الأقصى. جده الأعلى القائد بلنوار. والده القائد امبارك الهبيل من تغاسروت ببني عتيق ووالدته طامو تنحدر من فرقة أولاد بن العادل من قبيلة أولاد الصغير عرب تريفة. لم تكن أمه تنجب أطفالا لفترة فلجأت إلى ضريح سيدي علي البكاي في أجدير بني منقوش. وعندما وضعت طفلها الأول والوحيد أسمته على اسم هذا الولي. لما توفي والده وهو صغير ترعرع مع والدته طامو وسط أخواله فدخلا مدرسة ابتدائية فرنسية وكان يعد من أبناء الأعيان. إلتحق بالمدرسة العسكرية بمكناس، فتخرج منها برتبة ملازم. شارك في الحرب العالمية الثانية في صفوف الجيش الفرنسي، فأصيب في ساقه وتعرض للأسر ونقل على إثرها إلى ألمانيا، تسببت الإصابة في بتر أحد رجليه. تم ترحيله إلى المغرب في إطار اتفاقية تبادل الأسرى.
لما تعافى من جروحه واستحالت عودته للجيش رجع إلى مسقط رأسه وعين قائدا على قبيلة بني ادرار وأولاد زعيم، تميز بتعففه عن أموال القبيلة في هذه القيادة.
وإلى جانب إدارته لقيادة بني درار كان عضوا في القيادة العسكرية الإقليمية الوجدية. كما انتخبه قدماء المحاربين رئيسا عليهم للدفاع عن حقوقهم.
تولى البكاي لهبيل شؤون باشوية صفرو منذ سنة 1945م إلى غاية سنة 1953 عقب نفي السلطان محمد الخامس إلى مدغشقر. حيث استغل رخصته في شهر يوليو 1953 ، فسافر إلى فرنسا ومكث هناك إلى أن وقعت أحداث 20 أغسطس، فأرسل أربع برقيات لمختلف  المراجع باستقالته من باشوية صفرو. عاد البكاي لهبيل إلى المغرب اواخر يوليو 1955م فحل ضيفا على حزب الاستقلال، وبعد شهر تقريبا عين عضوا في مجلس حفظة العرش جنبا إلى الفاطمي بن سليمان والطاهر اعسو وهو مجلس انشأ اتباعا لتعليمات مفاوضات إيكس ليبان.
بعد عودة الملك من المنفى في نوفمبر 1955 تم تشكيل أول حكومة مغربية مستقلة والتي عين البكاي رئيسا لها بتعيين من الملك محمد الخامس يوم 7 ديسمبر 1955 وظلت صلاحيتها حتى 25 أكتوبر 1956. وتم تأسيس ثاني حكومة مغربية برئاسة البكاي بن مبارك لهبيل وبتعيين من الملك محمد الخامس للمرة الثانية يوم 26 أكتوبر 1956 وظلت صلاحيتها ممتدة حتى 16 أبريل 1958.

## وصلات خارجية
- البكاي بن مبارك الهبيل على موقع مونزينجر (الألمانية)